# Bački Brestovac

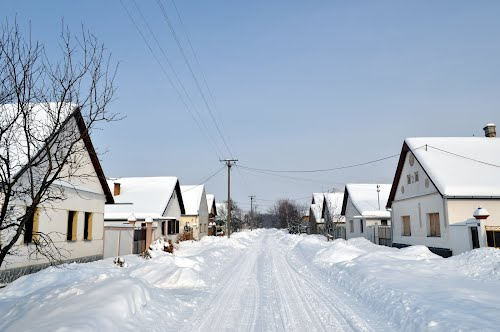
Straße in Bački Brestovac

Bački Brestovac (serbisch-kyrillisch Бачки Брестовац; ungarisch Szilberek, deutsch Ulmenau, Brestowatz) ist eine Ortschaft in Serbien. Sie gehört zur Opština Odžaci im Okrug Zapadna Bačka in der autonomen Provinz Vojvodina.

## Name
Der deutsche Name Brestowatz hat seinen Ursprung im Slawischen und geht auf das Wort Brest (Ulme) zurück, weshalb im Deutschen auch die Bezeichnung Ulmenau gebräuchlich war. Ab der Magyarisierung im Jahre 1904 trug der Ort den Namen Szilberek bis zum Ende des Ersten Weltkrieges. Ab 1918 war der amtliche Name dann Bački Brestovac, bis er mit der Besetzung 1941 im Zweiten Weltkrieg wieder Szilberek hieß. Seit Oktober 1944 ist wieder Bački Brestovac der amtliche Name der Gemeinde.

## Bevölkerung
Die Mehrheit der Bevölkerung in Bački Brestovac ist serbischer Abstammung. Die Bevölkerungszahl ist seit Jahrzehnten rückläufig; lebten 1961 noch 5226 Menschen in Bački Brestovac, waren es im Jahre 2002 nur noch 3469 Menschen. Laut Zensus 2011 sind es heute nur noch 2819 Menschen.

## Geschichte
Nach der Türkenherrschaft war das Gebiet der Batschka entvölkert. Unter der Regierung Kaiserin Maria Theresias und Kaiser Josephs II. wurde es mit Deutschen besiedelt, und man gründete zwischen 1784 und 1787 mehrere Ortschaften; so auch Brestowatz im Jahre 1786.
Die einhundert Ansiedler kamen mit den Ulmer Schachteln aus dem süddeutschen Raum über die Donau bis nach Apatin und von dort auf dem Landweg unter anderem nach Brestowatz. Den in der Batschka neu angesiedelten Menschen gelang es über die Jahrzehnte, die Landschaft zu kultivieren und die Batschka zu einer Kornkammer zu machen.
Die Brestowatzer Bevölkerung betrieb hauptsächlich Landwirtschaft. Angebaut wurden Weizen, Hafer, Gerste, Mais, Zuckerrüben, Hanf und Sonnenblumen. Durch Zusammenschluss der Bauern entstanden Bauernvereine und eine Zentralgenossenschaft. Die Industrie war in Brestowatz nur schwach vertreten, und Kaufleute waren bis 1890 fast ausschließlich Juden.
1944 musste die deutsche Bevölkerung vor dem Vormarsch der russischen Truppen fliehen. Mit einem Treck aus Pferden, Wagen und Traktoren setzte sie sich donauaufwärts nach Westen in Bewegung. Innerhalb von 23 Tagen legte der Treck eintausend Kilometer zurück. Vorläufiges Ende der Flucht war Linz an der Donau und Grieskirchen in Oberösterreich. Nach zweijährigem Aufenthalt wurden die meisten Flüchtlinge nach Süddeutschland gebracht und auf die gesamte nach dem Zweiten Weltkrieg neu entstandene Bundesrepublik Deutschland verteilt.
Die 1500 in Brestowatz zurückgebliebenen Deutschen wurden als Kriegsgefangene verschleppt und in Lagern interniert; nur etwa 600 von ihnen haben dies überlebt.

## Kirche

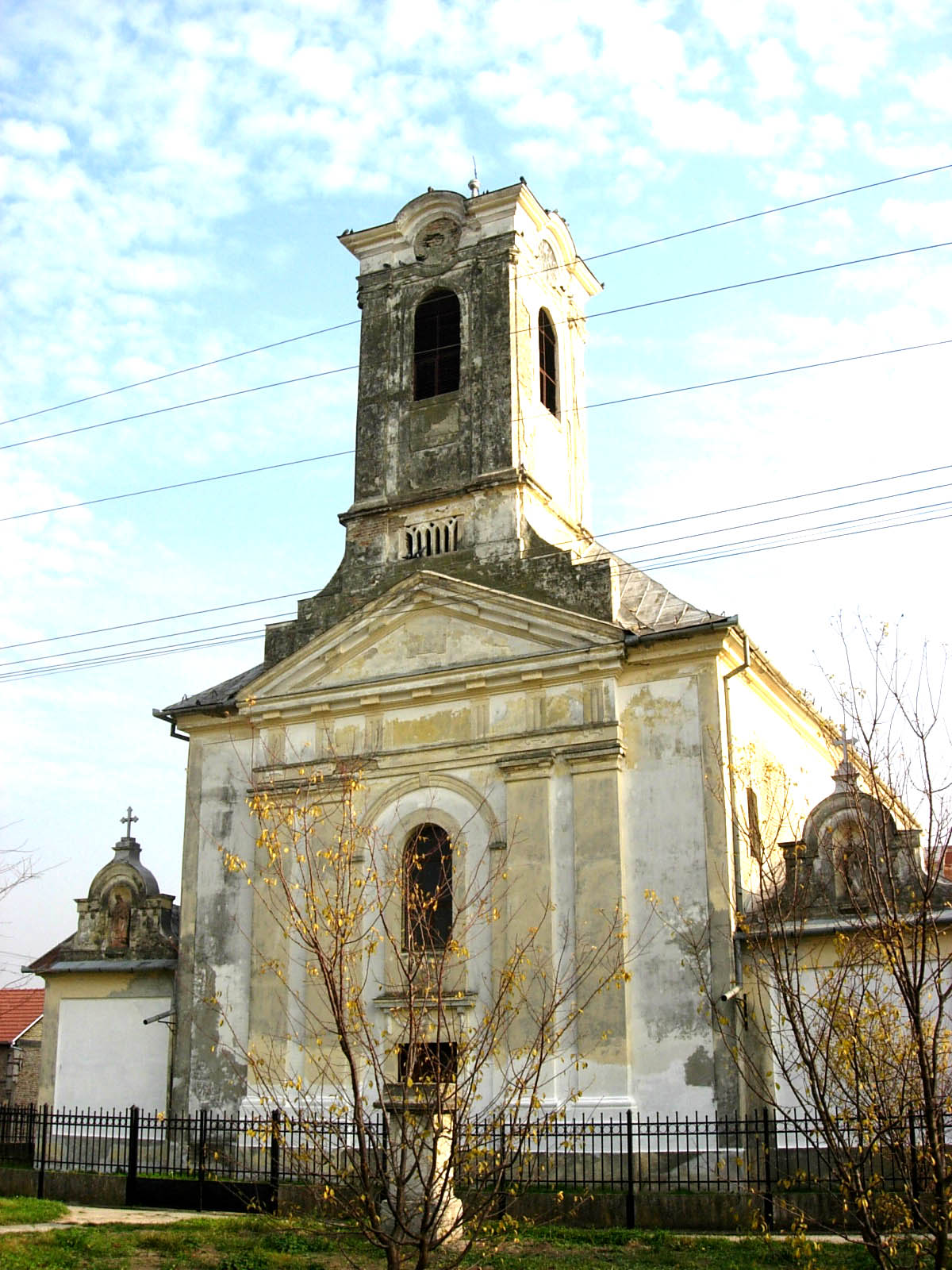
Katholische Kirche in Bački Brestovac

Bereits 1787 errichtete man eine Kirche in Brestowatz, wobei man zu dieser Zeit für Gebäude noch Lehmziegel verwendete. Eine Kirche aus Backsteinen und Schindeln entstand erst 1818. Durch die gestiegene Einwohnerzahl musste in der zweiten Hälfte des 19. Jahrhunderts der Kirchenbau erweitert werden. Dieser Erweiterungsbau besteht bis heute.
1751 wurde in Brestowatz ein Gotteshaus für die orthodoxe Bevölkerung errichtet.
Franz Xaver Voegelin, im badischen Schwarzwald geboren, übernahm 1788 als erster zweisprachiger Priester (deutsch und französisch) den Seelsorgedienst in Brestowatz.

## Patengemeinde
- Königsbach-Stein

## Persönlichkeiten

### Hier geboren
- Sebastian Leicht (1908–2002), Künstler
- Koloman Moullion (1909–1971), katholischer Priester
- Martin Pauli (1921–1990), katholischer Priester, tätig in Wassertrüdingen, Heideck, Ingolstadt St. Moritz
- Walter Bernhardt (* 1936), Historiker
- Georg Pollich (1928–2025), deutscher Architekt